# フランコ・ラマンナ
フランコ・ラマンナ（Franco Lamanna、1991年10月5日 - ）は、トップ10、モリアーノ・ラグビーに所属するラグビーユニオン選手。

## プロフィール
- ウルグアイ・モンテビデオ出身[1]。
- ポジションはロック(LO)、フランカー(FL)。
- 身長 188cm、体重 100kg
- U20ウルグアイ代表に選ばれたことがある。
- ウルグアイ代表キャップは49（2021年11月現在）でラグビーワールドカップ2015・ラグビーワールドカップ2019のウルグアイ代表に選ばれた[2]。

## 略歴
2019年、モリアーノ・ラグビーに加入。